# Rhacochelifer mateui
Rhacochelifer mateui är en spindeldjursart som beskrevs av Jacqueline Heurtault 1971. Rhacochelifer mateui ingår i släktet Rhacochelifer och familjen tvåögonklokrypare. Inga underarter finns listade i Catalogue of Life.